# Легат Богдана и Милене Џувер
Легат Богдана и Милене Џувер је посебна библиотека целина Градске библиотеке "Барло Бијелицки" у Сомбору који је основан 2005. године.

## Живот и каријера дародавалаца
Богдан Џувер рођен је 28. јуна 1936. године у Ограђеници у Црној Гори. У Сивцу је живео од 1946. године, где је завршио основну школу. У Сомбору је завршио Гимназију "Вељко Петровић", а у Београду је дипломирао на Правном факултету.
У Зрењанину живи од 1963. године, где је радио најпре као помоћник и заменик општинског јавног тужиоца, да би функцију окружног јавног тужиоца обављао од 1976. до 1984. године. 

Након рада у правосуђу, шест година је радио као управник Градске библиотеке "Жарко Зрењанин". У том периоду био је и главни уредник издавачке делатности библиотеке, а једно време и часописа Улазница.
Писао је поезију и објављивао је у многим листовима а објавио је и више песничких збирки.  Добитник је књижевне награде Блажо Шћепановић за поезију. 
Милена Џувер рођена је у Зрењанину 26. марта 1947. године. Основну и средњу школу завршила је у Зрењанину, а Правни факултет у Београду. У Скупштини општине Зрењанин радила је као референт од 1973. до 1986. године, а потом као секретар Клуба књиге у Градској библиотеци "Жарко Зрењанин" до 2001. године. 

## Историјат формирања легата
Уговор о легату између Градске библиотеке "Карло Бијелицки" и брачног пара Џувер, закључен је 29. септембра 2005. године, у ком се наводи да се легат води под називом Легат Милене и Богдана Џувера, те да се на књиге стави печат "Поклон Милене и Богдана Џувера" и да се чува као целина.
Брачни пар Џувер поклонио је књиге које су део њихове личне библиотеке, а међу њима се налазе дела светске и домаће књижевности, дела из историје, културе и уметности, филозофијe, као и референсна литература.
Поклонили су и више бројева часописа за културу, уметност и друштвена питања Улазница и 27 уметничких слика, чији су неки од аутора: Владимир Величковић, Здравко Мандић, Зоран Стошић Врањски, Добивоје Рајић и Драгутин Анчић.
На свечаном отварању обновљеног Позајмног одељења у знак захвалности, сомборска библиотека је дародавцима захвалила уручењем Плакете.

## О легату
Легат Милене и Богдана Џувера садржи 1.686 библиотечко-информационих јединица и има посебну књигу инвентара.
Свака јединица обележена је печатом – ex libris на коме пише "Поклон Милене и Богдана Џувера". Смештен је по текућем броју (numerus currens) у застакљеним витринама на Научном одељењу.

## Галерија
- Део Легата Богдана и Милене Џувер
- Део Легата Богдана и Милене Џувер
- Део Легата Богдана и Милене Џувер
- Печат са именом дародаваоца